# Katharina Grosse
Katharina Grosse, née le 2 octobre 1961 à Fribourg-en-Brisgau, est une artiste allemande.

## Biographie
Katharina Grosse est la fille de l'artiste Barbara Grosse et du germaniste et recteur de l'université de la Ruhr à Bochum Siegfried Grosse. Elle a étudié dans les académies des beaux-arts de Münster et de Düsseldorf avec Norbert Tadeusz et Gotthard Graubner. Elle a été professeur à l’École supérieure d'art de Berlin-Weißensee (2000-2010) et professeur de peinture à la Kunstakademie Düsseldorf (2010-2018). Elle est membre de l'Académie des arts de Berlin depuis 2010. Katharina Grosse vit et travaille à Berlin.
Katharina Grosse utilise un pistolet pulvérisateur à compresseur pour ses peintures. Elle a créé ses premières œuvres murales peintes avec la technique du pistolet pulvérisateur en 1998 à Sydney en tant que contribution à la onzième Biennale de Sydney et la même année à la Kunsthalle de Berne. Dans les années suivantes, Grosse a utilisé cette technique sur de plus grandes surfaces, en poursuivant son travail sur des espaces extérieurs à partir de 2001. Ses installations deviennent de plus en plus complexes : sol et plafond du bâtiment sont intégrés à l’œuvre, elle utilise gravats, meubles, tissus, et objets divers. Des musées, des maisons privées, des panneaux publicitaires, des cages d'escalier, des cantines et des salles de formation ont été peints. Les travaux de pulvérisation créent des contrepoints et des irritations qui créent une illusion, une perception erronée de la réalité.
Pour le magazine de mode allemand Vogue, Katharina Grosse a conçu le numéro de janvier 2020 avec l'écrivaine Annika Reich sous le titre Imagine : Nous le faisons,.

## Œuvres dans des collections publiques
Des œuvres de Katharina Grosse se trouvent dans des collections de musées tels que le Centre Georges-Pompidou, à Paris, le Kunsthaus de Zurich, la Staatsgalerie de Stuttgart, le Kunstmuseum de Bonn, la Städtische Galerie im Lenbachhaus, à Munich, le Museum für Neue Kunst de Fribourg-en-Brisgau, le Museu Serralves de Porto, le Sprengel Museum de Hanovre, l'Arken Museum of Modern Art, à Copenhague, la De Pont Museum Collection, à Tilburg, le Fonds National d'Art Contemporain, le Gallery of Modern Art, Queensland, le Magasin 3 Stockholm Konsthall et la South Bank Brisbane, Queensland, ainsi que dans des collections d'entreprises telles que DaimlerChrysler, Berlin, la Deutsche Bank Collection à Francfort sur le Main., l'UBS AG Collection, à Munich et Zurich et également au Tribunal fédéral du travail à Erfurt.

## Œuvres dans l'espace public

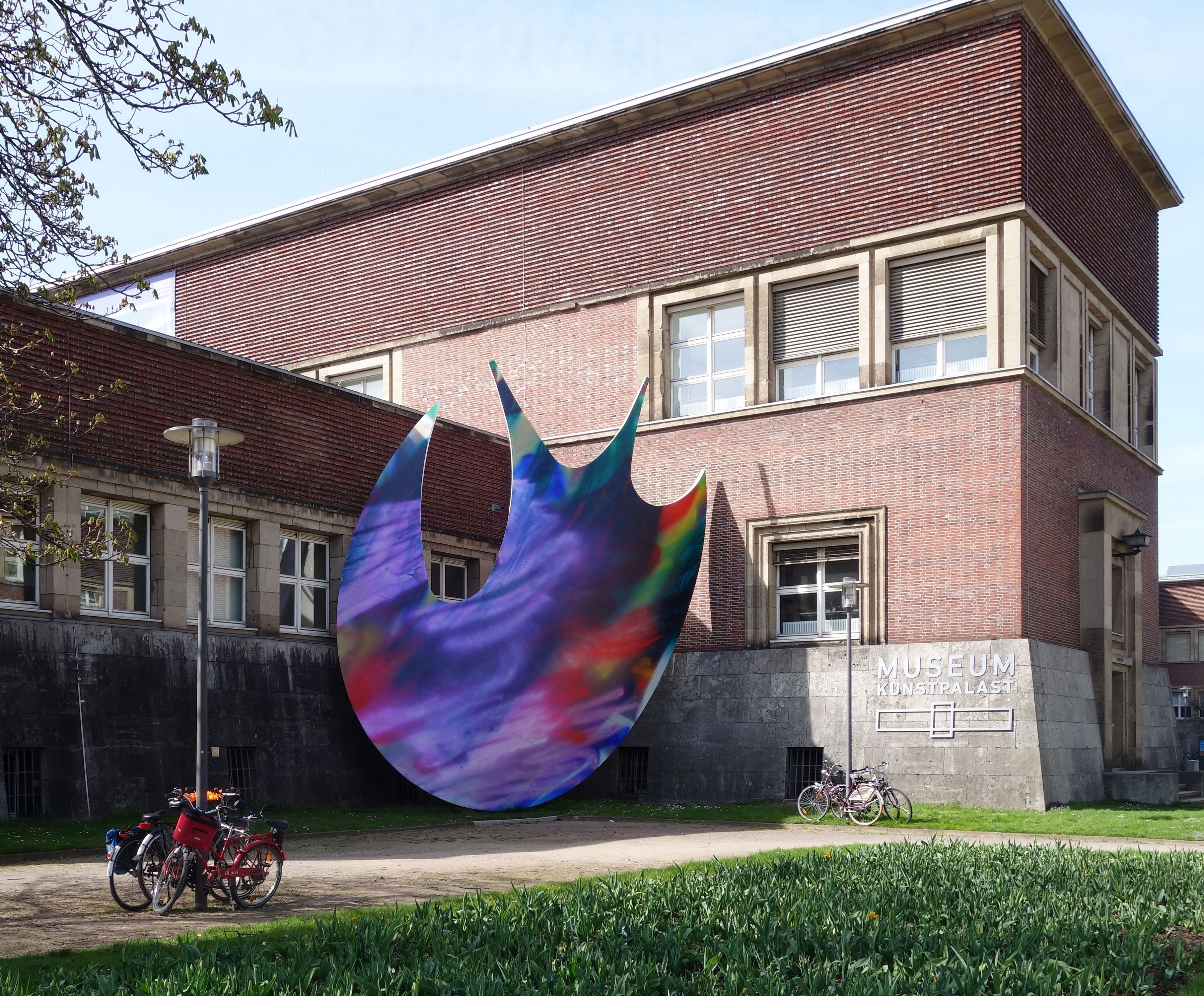
Sans titre (Ellipse), 2009, acrylique sur plastique renforcé de fibre de verre, ; Düsseldorf Ehrenhof

- Rock Away !, Installation, Fort Tilden, Queens, New York, États-Unis, 2016[5].
- Sans titre, Kölner Verkehrsbetriebe - station de métro Chlodwigplatz, Cologne, 2015.
- Sans titre, Ehrenhof Düsseldorf, 2014.
- Just Two Of Us, MetroTech Commons, Public Art Fund, New York, 2013.
- Blue Orange, Gare de Vara, Suède, 2012.
- Seven Days Time, Kunstmuseum de Bonn, 2011.
- Sans titre, Autorité aéroportuaire du Grand Toronto, 2003.

## Expositions

### Expositions personnelles (sélection)
- 2023 : Kunstmuseum de Berne
- 2022 : Katharina Grosse. Nuage en forme d'épée, Galerie moderne du Musée de la Sarre à Sarrebruck
- 2020 : Katharina Grosse - It Wasn't Us, Gare de Hambourg à Berlin
- 2016 : Katharina Grosse, Musée Frieder Burda, à Baden-Baden, 11 juin – 9 Octobre 2016
- 2015 : Sept heures, huit voix, trois arbres, Musée de Wiesbaden, Wiesbaden, 10 juillet 2015 – 11 octobre 2015
- 2014 : Inside the Speaker, Museum Kunstpalast, Düsseldorf, 30 Septembre 2014 au 1 Février 2015
- 2014 : Qui, moi ? Qui, toi ?, Kunsthaus Graz, Graz
- 2013 : BLOC MERVEILLEUX, Nasher Sculpture Center, Dallas
- 2013 : Two younger women come in and pull out a table, De Pont Museum for Contemporary Art, Tilburg, Pays-Bas
- 2012 : Third Man Begins Digging Through Her Pockets, MOCA Cleveland Ohio, États-Unis
- 2010 : Katharina Grosse, Quadriennale 2010, Johanneskirche / Kunsthalle Düsseldorf
- 2010 : One Floor Up More Highly, MASS MoCA, North Adams, États-Unis
- 2009 : Shadowbox, Galerie d'art temporaire de Berlin
- 2009 : stuntweed, Nouveau Musée, Nuremberg
- 2009 : Hello Little Butterfly I Love You What's Your Name, Musée d'art moderne, Arken
- 2008 : Skrow No Repap, FRAC Auvergne, Clermont-Ferrand (Partie 2)
- 2008 : Another Man Who Has Dropped His Paintbrush, Galleria Civica, Modène
- 2007 : Atoms Outside Eggs, Museu de Arte Contemporânea (Fundação de Serralves), Porto
- 2007 : Atoms Inside Ballons, Renaissance Society, Chicago
- 2007 : Picture Park, Queensland Art Gallery South Bank, Brisbane, Queensland
- 2007 : The Flowershow, FRAC Auvergne, Clermont-Ferrand (Partie 1)
- 2006 : Holey Residue, De Appel, Amsterdam
- 2006 : Cincy, Centre d'art contemporain, Cincinnati, Ohio
- 2005 : Constructions À Cru, Palais de Tokyo, Paris ; Musée d'art de Bergen, Bergen
- 2004 : Infinite Logic Conference, Magasin 3 Stockholm Konsthall, Stockholm
- 2004 : Double Floor Painting, Kunsthallen Brandts Klædefabrik, Odense
- 2004 : SAFN, Reykjavik
- 2004 : Musée d'art contemporain de Houston
- 2004 :  If Music No Good I No Dance, Viafarini, Milan
- 2003 : Prix Fred Thieler 2003, Berlinische Galerie, Berlin
- 2002 : Cool Puppen, Ikon Gallery, Birmingham et Städtische Galerie im Lenbachhaus, Munich
- 2002 : La salle blanche se réunit dans la forêt, musée d'art de Saint-Gall
- 2002 : Je ne sais plus rien maintenant, Kunsthalle zu Kiel
- 2001 : Katharina Grosse, UCLA Hammer Museum, Los Angeles
- 2001 : Musée Artsonje, Gyeongju, Corée du Sud

### Expositions collectives (sélection)
- 2019 : Postcard reloaded, European Art Association au Kunstraum Potsdam
- 2022 : La Couleur en fugue, Fondation Louis Vuitton, Paris[6]

## Distinctions et prix
- 2015 : Prix Otto Ritschl, Wiesbaden
- 2014 : Prix Oskar Schlemmer, Land de Bade-Wurtemberg
- 2010 : Membre de l'Académie des Arts de Berlin
- 2003 : Prix Fred Thieler
- 1995 : Boursière de la Fondation Kunstfonds
- 1993 : Bourse Schmidt-Rottluff
- 1992 : Bourse Villa Romana, Florence

## Sources
Monographie
- Katharina Grosse. sous la dir. de Katharina Grosse, Ulrich Loock, Annika Reich, avec un texte d'Ulrich Loock. Verlag der Buchhandlung Walther König, Cologne 2013.

Catalogues (sélection)
- shadowbox, catalogue d'exposition Temporäre Kunsthalle Berlin, (avec des textes de Laura Bieger, Katja Blomberg, Uta Degner, Antje Dietze, Alexander Koch, Gerd G. Kopper), Cologne 2009.
- Un altro uomo che ha fatto sgocciolare il suo pennello, catalogue d'exposition Galleria Civica di Modena, (avec des textes d'Arno Brandlhuber & Katharina Grosse, Milovan Farronato, Angela Vettese), Cologne 2008.
- The Flowershow / SKROW NO REPAP, catalogue d'exposition FRAC Auvergne, Clermont-Ferrand, (avec un texte de Jean-Charles Vergne), Cologne 2008.
- Atoms Outside Eggs, catalogue d'exposition Museu de Arte Contemporânea (Fundação de Serralves), Porto, (avec des textes de Leonhard Emmerling, Ulrich Loock), Porto 2007. (Katharina Grosse en conversation avec Ulrich Loock)
- Double Flour Painting, Catalogue d'exposition Kunsthallen Brandts Klaedefabrik, Odense, Danemark 2004.
- Katharina Grosse. Location, Location, Location (avec des textes du groupe de travail Stratégies rétrogrades, Steffen Bodekker, Roman Kurzmeyer, Judy Millar, Angela Schneider, Beat Wismer), Düsseldorf 2002.
- Cool Puppen, catalogue d'exposition Ikon Gallery, Birmingham ; Städtische Galerie im Lenbachhaus, Munich; Musée d'art de Saint-Gall, Saint-Gall; Kunsthalle zu Kiel, Kiel; (avec des textes de Marion Ackermann, Beate Ermacora, Jonathan Watkins, Roland Wäspe), Wolfratshausen 2002.

### Articles et interviews
- Entretien entre Lynn M. Herbert et Katharina G. Katharina Grosse dans : Perspectives 143 : Katharina Grosse. Musée d'art contemporain de Houston, 2004
- Katharina Grosse dans Antipodes : Inside the White Cube (Londres : White Cube, 2003) Ed. Louise Néri
- Frise d/e No. 8 février - mars 2013, Kirsty Bell, Gegen die Wand / Off the Wall, 100 pp, éd. Mareike Dittmer et Jörg Heiser, Berlin, 2013
- Flash Art (International Edition): Katharina Grosse Frank Nitsche Picture Spatiality, Interview par Viktor Neumann, Vol XLIV, No. 281, novembre-décembre 2011
- Bomb Magazine : Interview par Ati Maier, no 115 printemps 2011, pp. 68–76
- Edony, David : Chromatic Theatre, dans : Art in America, no 8 septembre 2011, pp. 96–102.
- Fuchs, Rainer : Malerei als Beziehungsspiel - Anmerkungen zu Katharina Grosse, dans : Parkett, no 63, 2001, pp. 154–162.
- Kurzmeyer, Roman : Reflexive, dans : Parquet, no 74, 2005, pp. 140–143.
- Obrist, Hans Ulrich, Orly. Ein Gespräch mit Katharina Grosse, dans : Parkett, no 74, 2005, pp. 126–133.
- Volk, Gregory : Ungehemmtes Denken im öffentlichen Raum: Die Architekturmalereien der Katharina Grosse, dans : Parkett, no 74, 2005, pp. 118–123
- Claudia Müller : " Kulturzeit " (émission de télévision). En : 3sat. 2 Mars 2017 (5 min 30 s)
- Gerd Presler : Katharina Grosse (* 1961) Für mich gibt es nur Gegenwart. (For me there is only present.)  dans : Gerd Presler, AU COMMENCEMENT - dessins de l'enfance de grands artistes. Karlsruhe/Weingarten,  (ISBN 978-3-00-069585-8), p. 22–27.
- Ulrike Knöfel : Mut zum Machen. Dans : Der Spiegel. no 25 / 13 juin 2020, p. 118-120.

## Liens web
- (en) Site officiel
- Ressources relatives aux beaux-arts :   - Académie des arts de Berlin
  - Artists of the World Online
  - Bénézit
  - Collection de peintures de l'État de Bavière
  - Delarge
  - Museum of Modern Art
  - RKDartists
  - Union List of Artist Names
- Ressource relative à la musique :   - Discogs
- Notices dans des dictionnaires ou encyclopédies généralistes :   - Brockhaus
  - Deutsche Biographie
  - Munzinger
- Notices d'autorité :   - VIAF
  - ISNI
  - BnF (données)
  - IdRef
  - LCCN
  - GND
  - Pays-Bas
  - Israël
  - Norvège
  - Tchéquie
  - Lettonie
  - WorldCat
- Interview mit Katharina Grosse zu raumbezogenen Sprayarbeiten ihrer letzten Ausstellungen
- Arte Creative: Katharina Grosse erfindet die Malerei neu
- Katharina Grosse bei Barbara Gross
- Katharina Grosse auf kunstaspekte.de